# Ilse van der Meijden

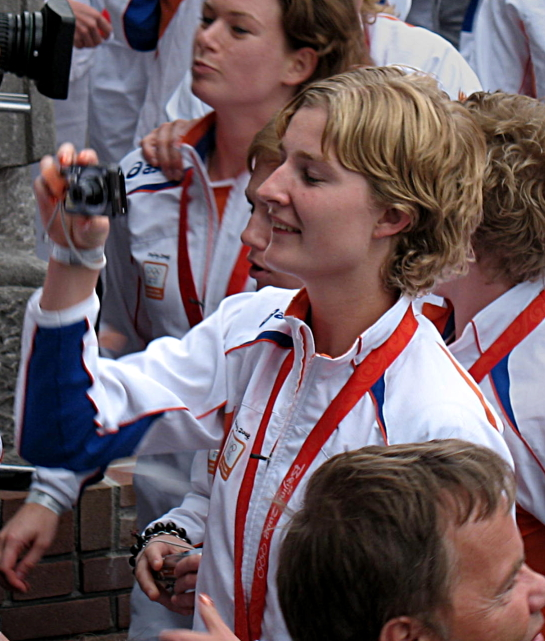
Ilse van der Meijden (2008)

Ilse Suzanne van der Meijden (* 22. Oktober 1988 in Baarn) ist eine ehemalige niederländische Wasserballspielerin. Sie gewann 2008 die olympische Goldmedaille und war Europameisterschaftsdritte 2010.

## Sportliche Karriere
Die 1,85 m große Ilse van der Meijden wurde mit der niederländischen Nationalmannschaft Neunte bei der Weltmeisterschaft 2007. Im Jahr darauf bei den Olympischen Spielen in Peking belegten die Niederländerinnen in ihrer Vorrundengruppe den dritten Platz hinter den Ungarinnen und den Australierinnen. Mit einem 13:11 im Viertelfinale gegen Italien und einem 8:7 gegen die Ungarinnen erreichten die Niederländerinnen das Finale gegen die Mannschaft aus den Vereinigten Staaten. Mit einem 9:8 im Finale gewannen die Niederländerinnen die Goldmedaille. Ilse van der Meijden spielte als Stammtorhüterin in allen sechs Spielen mit.
2009 erreichten die Niederländerinnen den fünften Platz bei der Weltmeisterschaft in Rom. 2010 bei der Europameisterschaft in Zagreb gewannen die Niederländerinnen ihre Vorrundengruppe. Nach einer 7:10-Niederlage gegen die Russinnen im Halbfinale siegten sie im Spiel um die Bronzemedaille mit 14:12 gegen Italien. Bei den Weltmeisterschaften 2011 und 2013 belegten die Niederländerinnen jeweils den siebten Platz. Für die Olympischen Spiele 2012 konnten sich die Niederländerinnen nicht qualifizieren. Ilse van der Meijden war bei den Turnieren in der Regel Stammtorhüterin, zweite Torhüterin war Anne Heinis.
Ilse van der Meijden spielte 2008 beim Biltsche Zwemclub Brandenburg, war aber später auch in der italienischen Liga aktiv. 2014 beendete sie ihre Karriere.